# Melanocharis citreola
Melanocharis citreola (лат.) — вид воробьиных птиц из семейства Melanocharitidae. Описан в 2021 году во время экспедиции в горы Кумава (остров Новая Гвинея).

## Распространение
Эндемики Западной Новой Гвинеи (территория Индонезии), живут в туманных лесах. Это лишь второй вид, описанный с Новой Гвинеи за последние 80 лет.

## Описание
Основные отличительные черты птиц данного вида следующие: переливающаяся сине-чёрная верхняя сторона тела, атласно-белая нижняя с лимонно-жёлтым отливом, также в окраске присутствует белый цвет. Клюв чёрный.